# Intergouvernementeel Platform voor Biodiversiteit en Ecosysteemdiensten
Het Intergouvernementeel Platform voor Biodiversiteit en Ecosysteemdiensten (Intergovernmental science-policy Platform on Biodiversity and Ecosystem Services, of kortweg het IPBES) is een onafhankelijke intergouvernementele organisatie die er toe dient de interface tussen wetenschap en beleid inzake biologische diversiteit en ecosysteemdiensten te versterken. Dit hoort te gebeuren met het oog op natuurbescherming en duurzaam gebruik van biodiversiteit, menselijk welzijn op lange termijn en duurzame ontwikkeling. Op 21 april 2012 werd het IPBES opgericht door 94 staten.
Alle lidstaten van de Verenigde Naties kunnen deelnemen aan het platform. De staten die lid zijn verbinden zich ertoe het IPBES uit te bouwen als de leidinggevende intergouvernementele organisatie met betrekking tot het beoordelen van de globale biodiversiteit, haar ecosystemen en de essentiële diensten die ze aan de maatschappij leveren.
Het IPBES beschikt over een mechanisme om relevante informatie en kennis van overheden, academische instellingen, wetenschappelijke organisaties, niet-gouvernementele organisaties en inheemse gemeenschappen te synthetiseren, te beoordelen en kritisch te evalueren. Dit mechanisme wordt erkend door zowel wetenschappelijke als beleidsactoren. Het gaat hier meer bepaald om een groep van experten die op een transparante wijze beoordelingen maken van zulke informatie en kennis. Het platform is uniek in de zin dat het tot doel heeft de capaciteiten te versterken voor het doeltreffende gebruik van wetenschap in de besluitvorming van alle niveaus.
Verder staat het IPBES ook in voor de tegemoetkoming aan de behoeften van multilaterale milieuakkoorden (zogenaamde MEA's) gerelateerd aan biodiversiteit en ecosysteemdiensten: het Biodiversiteitsverdrag (CBD), het Verdrag inzake Internationale Handel in Bedreigde Soorten (CITES), het Verdrag inzake Migrerende Soorten (CMS), het Verdrag inzake Moeraslanden, het UNESCO-verdrag inzake Werelderfgoed (WHC), het Verdrag inzake Genetische Rijkdommen van Planten voor Voedsel en Landbouw (ITPGR), en het Desertificatieverdrag (UNCCD). Het platform zal voortbouwen op reeds bestaande ontwikkelingen met de bedoeling tot harmonisatie te komen van de verschillende processen.
Het IPBES-secretariaat is gelegen in de Duitse stad Bonn.

## Leden
Alle lidstaten van de Verenigde Naties kunnen aansluiten bij het IPBES. Begin 2018 waren 129 staten aangesloten als volwaardig lid, en 68 staten met de status van waarnemer.

## Plenaire zittingen
Het leidinggevend orgaan van IPBES is de Plenaire vergadering (Engels plenary) van alle leden:
- de 6e plenaire vergadering ging door in Medellín (Colombia), 17-24 maart 2018:[4] er werden vijf situatierapporten voorgesteld. In vier ervan wordt de achteruitgang van de biodiversiteit vastgesteld in Noord- en Zuid-Amerika, Azië en de Pacific, Afrika, Europa en Centraal-Azië. Het vijfde rapport behandelt de landdegradatie.[5][6] De rapporten waarschuwen dat de niet-duurzame exploitatie van natuurlijke hulpbronnen de voedselveiligheid en watervoorziening van miljarden mensen bedreigt.[7]
- De 5e plenaire vergadering werd gehouden te Bonn, 6-11 maart 2017:[8] er werd gepleit voor een samengaan van klimaatmaatregelen met behoud en herstel van de biodiversiteit.[9]
- De 4e plenaire vergadering, van 21-27 februari 2016,[10] vestigde de aandacht op de achteruitgang van met name de bijenpopulaties over de hele wereld, en het risico daarvan voor de wereldwijde voedselproductie, vanwege hun rol bij de bestuiving. Het rapport Thematic Assessment of Pollinators, Pollination and Food Production was een eerste in zijn soort.[11]
- De 3e plenaire vergadering, van 11-16 januari 2015,[12] bevestigde de procedures voor het integreren van de kennis van lokale en inheemse gemeenschappen.[13]
- De 2e plenaire vergadering, van 8-13 december 2013,[14] werd het werkprogramma 2014-2018 aangenomen.
- De 1e plenaire vergadering, van 20-25 januari 2013,[15] legede de basis voor de werking van het IPBES.

## Rapport 2019
In 2019 publiceerde het IPBES het rapport Global assessment of biodiversity and ecosystem services. Hoofdconclusie is dat de natuur wereldwijd in een ongekend snel tempo achteruit gaat. Binnen enkele decennia worden een miljoen soorten in hun voortbestaan bedreigd.